# 苅田港
苅田港（かんだこう）とは、福岡県京都郡苅田町にある港湾。港湾法上の重要港湾、関税法上の開港に指定されている。また、福岡県によって防災拠点(防災拠点港)に指定されている。
周辺一帯は苅田町の工業地帯を成す。かつて産炭地であった筑豊炭田から運ばれた石炭や、石灰石を積み出すため、昭和前期に設けられた。現在は筑豊炭田は閉山したが、周辺は戦前から操業していた三菱マテリアルの他に、利便性の良さから戦後も日産自動車九州や、トヨタ自動車九州苅田工場と小倉工場、九州テクノメタル（旧・日立金属九州工場）、UBE三菱セメント九州工場などの大規模工場が操業を開始するなど、北九州工業地帯の一郭を成すため、現在は工業生産品の積み出しの役割を担う。

## 主な施設[2]

### 新松山地区
主にエネルギー関連の施設が集積している。令和10年度事業完了予定で国際物流ターミナル事業が進捗中である。
- -10m岸壁(- 13m化に向けて工事中)
- - 5.5m岸壁

### 松山地区
トヨタ自動車九州や三菱セメントの工場などがある。
- - 10m岸壁

### 本港地区
九州電力苅田発電所、麻生セメントや三菱セメントの工場などがある。
- - 13m岸壁
- - 10m岸壁
- - 7.5m岸壁
- - 6.5m岸壁
- - 5.5m岸壁
- - 4.5m岸壁

### 南港地区
日産自動車の工場などがある。
- - 10m岸壁
- - 7.5m岸壁　RORO船が就航
- - 5.5m岸壁

## 定期航路
- 商船三井フェリー(RORO船)
  - - 東京　(週4便、下りは直行、上りは水・金曜日は直行、月曜日は宇野寄港、土曜日は宇野・坂出寄港)[4]